# Hackelia cinerea
Hackelia cinerea là loài thực vật có hoa trong họ Mồ hôi. Loài này được (Piper) I.M. Johnst. mô tả khoa học đầu tiên năm 1923.